# Preity Mukhundhan
Preity Mukhundhan (Tamil பிரீத்தி முகுந்தன்; * 30. Juli 2001 in Tiruchirappalli) ist eine indische Schauspielerin.

## Leben und Karriere
Mukhundhan wurde am 30. Juli 2001 in Tiruchirappalli geboren. Sie absolvierte ein Studium der Elektronik- und Kommunikationstechnik am National Institute of Technology in Tiruchirappalli. Ihre Karriere begann sie 2018 während ihres Studiums als Model zu arbeiten und trat in verschiedene Werbespots auf.
2022 war sie im Musikvideo "Muttu Mu2" von Teejay Arunasalam mit Yogi B und Sivaangi Krishnakumar zu sehen. Ihr Schauspieldebüt gab sie 2024 in dem Film Om Bheem Bush. Im selben Jahr spielte sie die Rolle der Meera Malarkodi in Star mit.

## Filmografie
- 2024: Om Bheem Bush
- 2024: Star